# Friedrich Hahn (Politiker)
Fritz Hahn (* 18. Juni 1924 in Wien; † 6. März 2002 ebenda) war ein österreichischer Politiker der ÖVP. Hahn war Abgeordneter zum Nationalrat und Zweiter Präsident des Wiener Landtags.

## Ausbildung und Beruf
Hahn besuchte nach der Volksschule und dem Untergymnasium die Handelsakademie, die er 1942 mit der Matura abschloss. Im Zweiten Weltkrieg geriet er in sowjetische Kriegsgefangenschaft. Von 1945 an arbeitete Hahn als Beamter für die Wiener Verkehrsbetriebe.

## Politik
Hahn war ab 1954 ÖVP-Bezirksrat im Bezirk Wien-Landstraße und vertrat seine Partei von 1959 bis 1987 im Wiener Landtag und Gemeinderat, unterbrochen von einem Intermezzo als Nationalrat zwischen 1971 und 1973. Zudem war Hahn Erster Landesobmann-Stellvertreter des ÖAAB Wien und Bezirksparteiobmann der ÖVP Wien-Favoriten. Von 1973 bis 1978 war Hahn Dritter, von 1978 bis 1987 Zweiter Präsident des Wiener Landtags. Danach zog er sich aus der Politik zurück.
Besondere Aufmerksamkeit erlangte Hahn, als er im Jahr 1986 gegen den ehemaligen Finanzminister Hannes Androsch Anzeige wegen falscher Zeugenaussage vor dem AKH-Untersuchungsausschuss erstattete. Androsch wurde drei Jahre später zu 900.000 Schilling Geldstrafe verurteilt.
Sein Sohn Johannes hat ebenfalls politisch Karriere gemacht.

## Auszeichnungen, Ehrungen
- Goldenes Ehrenzeichen für Verdienste um die Republik Österreich (1971)
- Komturkreuz des Silvesterordens mit dem Stern (1979)
- Großes Silbernes Ehrenzeichen für Verdienste um das Land Wien (1979)
- Großes Goldenes Ehrenzeichen für Verdienste um das Land Wien (1986)
- 2016 Straßenbenennung Fritz-Hahn-Gasse (als „ÖVP-Gemeinderat“) in Wien, Favoriten im Bereich des neuen Hauptbahnhofs[1][2]